# Burg Schachenstein

Ansicht der Burg auf einem Stich von Georg Matthäus Vischer, 1681

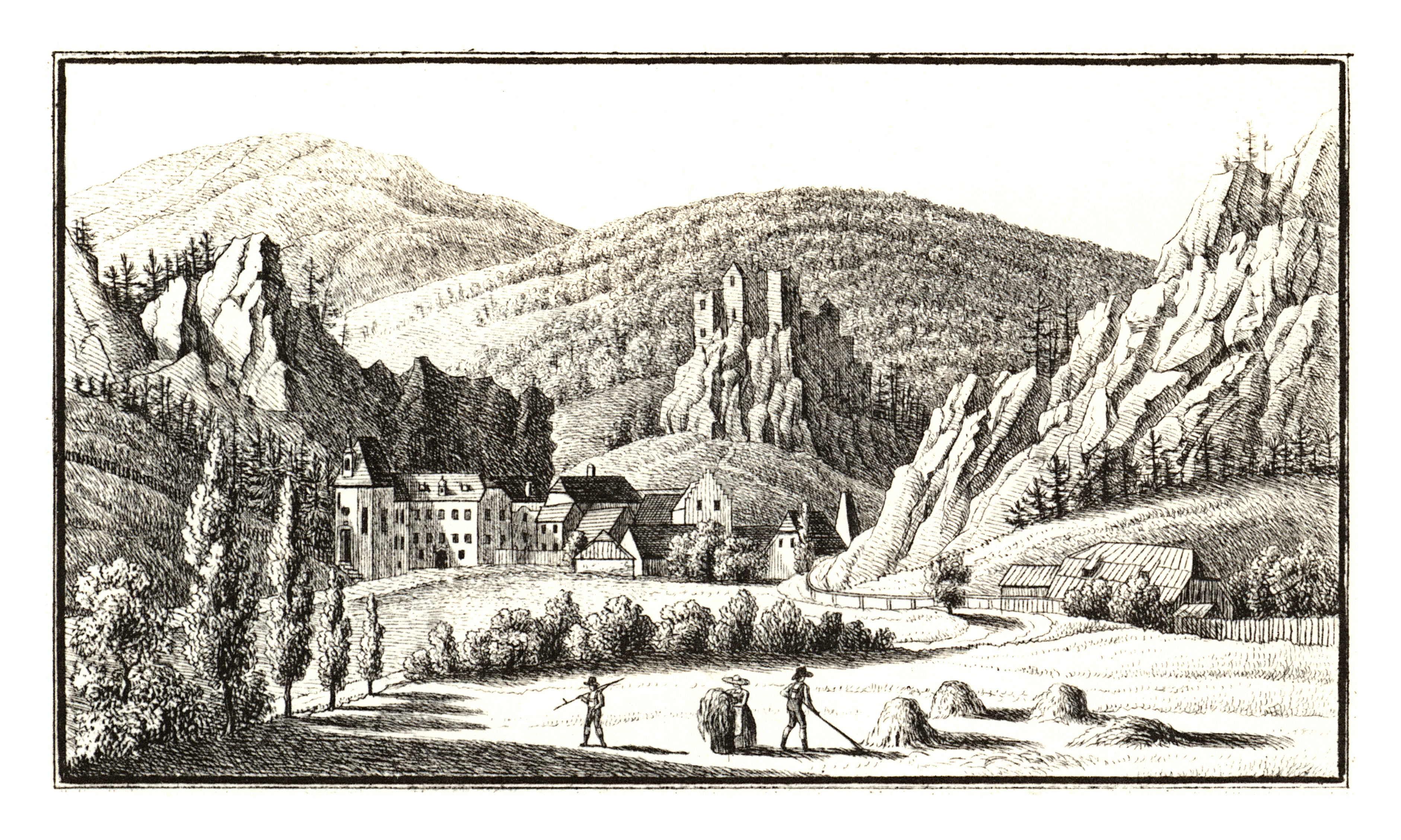
Ansicht der Burgruine um 1830

Grundrissskizze der Burg von 1903

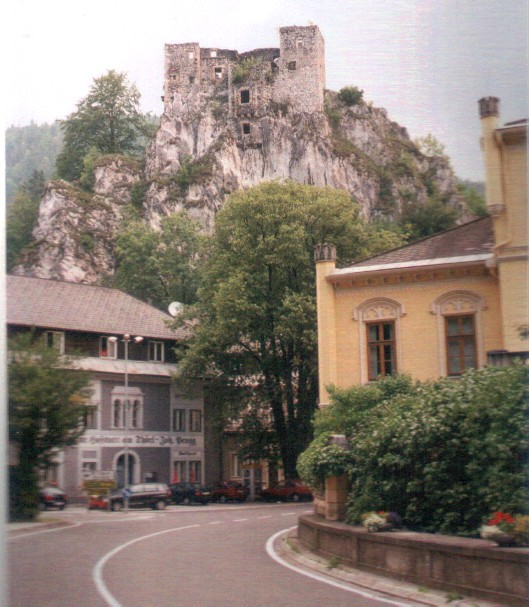
Südfassade

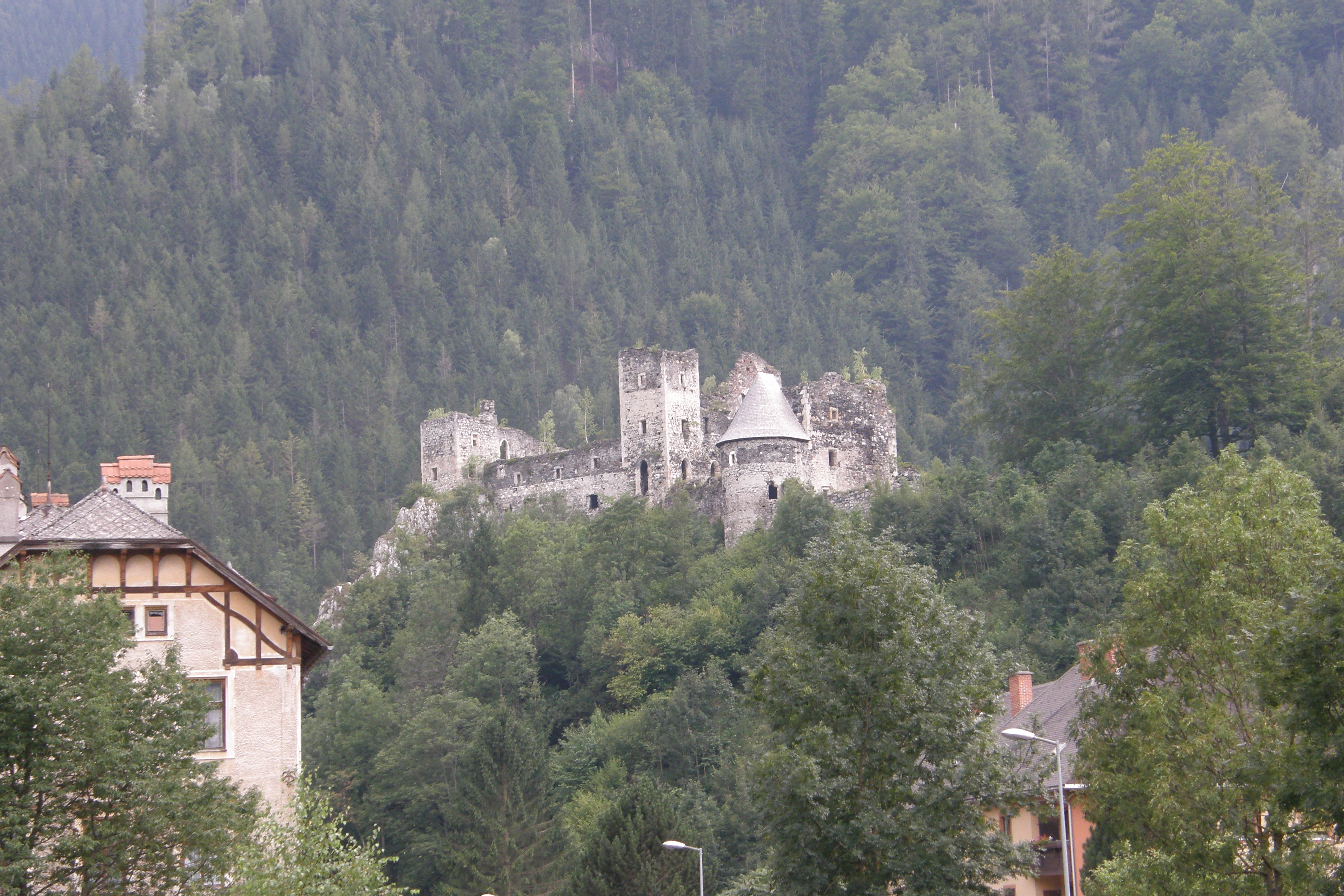
Ansicht von Nordost

Die Ruine der Burg Schachenstein befindet sich im Gemeindegebiet von Thörl, oberhalb der Ortschaft unweit des Thörlbachs, ca. 12 km nordwestlich von Kapfenberg, Bundesland Steiermark, (Österreich).
Schachenstein ist die letzte Höhenburg, die in der Steiermark errichtet wurde. Sie diente in erster Linie als befestigter, herrschaftlicher Wohnsitz. Den Burgverwaltern waren somit keine Untertanen dienstpflichtig. Die Burg war trotz schwerer Unruhen wie der Baumkircher Fehde und der Türkeneinfälle nie einer Belagerung ausgesetzt.

## Lage
Der Standort der Burg auf dem ca. 640 m ü. A. hohen Felsen (ein südlicher Ausläufer des Schöckelberges) war von ihren Erbauern hervorragend ausgewählt worden. Er befindet sich an einer leicht zu blockierenden Engstelle der vom Einödgraben heranführenden Straße nach Mariazell, die ursprünglich nur von einer Sperrmauer mit Toranlage gesichert war. Im Süden Westen und Norden machten ein Felsabbruch und steile Seitenhänge die Erstürmung der Burg nahezu unmöglich.

## Funktion
Die Festung diente den Äbten von Stift St. Lambrecht in erster Linie als Wohnsitz bzw. Sommerresidenz, wie eine größere Anzahl hier ausgestellte Urkunden belegen. In weiterer Folge der Sperrung der Mariazellerstraße und zum Schutz der Bevölkerung des – für das Stift wirtschaftlich in hohem Maße bedeutenden – Aflenztales sowie als Zuflucht bei Türken- und Ungarneinfällen.

## Entwicklung
Schon seit 1103 war das Benediktinerstift St. Lambrecht durch eine Schenkung des Herzogs von Kärnten im Raum Aflenz begütert. Sie wurde nach Einwilligung des Kaisers Friedrich II. durch den Abt des Stiftes, Johann II. Schachner von Lambrecht, dessen Name sie auch trägt, erbaut („...ain gsloss auf sand Siegmundsherperg bey ihrem Markt Zell gelegen, zu pauen, damit die Leute zu Zell dahin flüchten mögen“). Zu diesem Bau bei Sigmundsherberg ist es jedoch nie gekommen. Stattdessen dürfte die kaiserliche Baugenehmigung kurzerhand auf Schachenstein umgelegt worden sein. Eine explizite Erlaubnis für Thörl lässt sich aus den vorhandenen Quellen jedenfalls nicht erschließen. Laut einem Nekrologseintrag im Totenbuch des Stiftes, der im 16. Jahrhundert nachträglich hinzugefügt wurde, begann man mit dem Bau im Jahr 1471: „Anno domini 1471 [...] item eodem anno praedicus abbas“ (Johannes Schachner) „inchoavit et constuxit castrum Schachenstein penes Thörl“. Die habsburgischen Wappen auf den in der Burg aufgefundenen Ofenkacheln und das historisch überlieferte „Kaiserzimmer“ der Festung lassen auf eine große Nähe zu den Kaisern Friedrich III. oder Maximilian I. schließen, die beide, soweit man die diesbezüglichen Schriftquellen richtig interpretiert, mit den Besitzern und Inhabern der Burgpflege in Beziehung standen. Johann Schachner könnte unter anderem Kaiser Friedrich III. seine Ernennung zum Abt verdankt haben und wäre dadurch den Habsburgern verpflichtet gewesen.
Abt Schachner, der in dieser Gegend geboren wurde, hielt sich oft in der Festung auf, wo er am 22. Juni 1478 auch verstarb. Die erste dort gesiegelte Urkunde stammt aus dem Jahr 1473 was bedeutet, dass die Burg zu dieser Zeit schon zum großen Teil fertiggestellt gewesen sein könnte. Am 29. April 1479 wurde die dem heiligen Lambert geweihte Burgkapelle durch Bischof Christoph von Seckau konsekriert. Das Blasiuspatrozinium der Kapelle stammte aus späterer Zeit. Im 16. Jahrhundert wurde sie mehrmals verpfändet, doch jedes Mal vom Stift wieder zurückerworben. Um 1526 begann der Burgpfleger und Büchsenmacher Sebald I. von Pögel wegen der stetig drohenden Gefahr von Türkeneinfällen mit diversen Bauarbeiten zur Renovierung und Verstärkung der Befestigungen und ließ auch einen Brunnen schlagen. Der Abt des Stiftes, Valentin, der aus Aflenz stammte, gewährte Pögel hierfür ein Darlehen. Einige Erweiterungsarbeiten fanden noch 1630 und 1740 statt.
Wann der Verfall der Burg einsetzte, ist nicht genau bekannt. Die 1681 von Georg Matthäus Vischer angefertigte Zeichnung der Feste lässt schon größere Schäden an ihrer Bausubstanz erkennen. Offensichtlich konnten ab dieser Zeit die Dächer nicht mehr erhalten werden. Das Stift St. Lambrecht kämpfte aufgrund größerer Baumaßnahmen zunehmend mit wirtschaftlichen Schwierigkeiten, wodurch wohl keine Gelder zur Sanierung der ohnehin schon völlig veralteten Wehranlage mehr aufgebracht werden konnten. Ab dem Ende des 18. Jahrhunderts hatte die Burg jegliche Bedeutung verloren. In dieser Zeit wurde sie wohl auch von ihren letzten Bewohnern verlassen und verkam zur Ruine. In den 1950er Jahren begannen Mitglieder des Kameradschaftsbundes Thörl mit den ersten Stabilisierungsmaßnahmen am noch vorhandenen Mauerbestand um ihren völligen Verfall zu verhindern. Die Burg befindet sich heute in Privatbesitz und wird seither hauptsächlich für Festlichkeiten und Veranstaltungen der Thörler Landsknechttruppe „Schachensteiner“ genutzt. In jüngster Zeit wurden immer wieder kleinere Renovierungsarbeiten durchgeführt.

## Gebäude
Die Mauern bestehen aus vermörtelten, unbehauenen Feldsteinen unterschiedlicher Größe. Nur die Gebäudeecken sind aus sorgfältig behauenen Quadersteinen zusammengesetzt. Die rund ausgeführten Schlüsselscharten kamen im späten 15. Jahrhundert auf. Der Zugang zur Burg befindet sich im Osten. Dort versperrt zunächst ein vorgeschobenes Rondell den Weg. Danach muss man die Breitseite des turmartigen Vorwerkes passieren, um bis an das noch zusätzlich durch einen Wehrgraben gesicherte Haupttor zu gelangen. Dabei kommt man aber auch in das Schussfeld der westlichen Bastei. Von der Vorburg sind heute noch etwa 10 Meter hohe Mauern mit sogenannten Schlüsselschießscharten erhalten. Durch die Vorburg gelangt man in den Südhof, dessen Ostmauer noch mit Zinnen bekrönt ist. Dort befindet sich auch der Brunnen. Er wurde 2001 bis in eine Tiefe von 17 Metern freigelegt.
Das Kernwerk der Burg besteht aus einem Innenhof, um den sich ein zweiflügeliger Wohnbau (Palas) legt. Die herrschaftlichen Wohnquartiere konnten durch mehrere komfortable rauchfreie Kachelöfen beheizt werden. Die Auflistung der Renovierungsarbeiten und Kosten zwischen 1525 und 1526 enthält auch die Ausbesserung der Ofenkacheln, was bedeutet, dass diese schon vor dieser Zeit bestanden haben mussten. Die im Bauschutt aufgefundenen Kachelfragmente lassen sich in die Zeitspanne von der Mitte des 15. Jahrhunderts bis um 1500 einordnen. Bemerkenswert ist hierbei vor allem die Kombination von verschiedenen Kacheltypen. Die Setzung des dazugehörigen Ofens lässt sich auf Grund des typologischen Befundes in die Zeit zwischen dem Jahr 1471, dem Baubeginn der Burg, und vor 1525 eingrenzen. Bei Sicherungsarbeiten zwischen 2001 und 2003 konnte der Standort einer dieser Kachelöfen in der Nordwestecke von Gebäude g lokalisiert werden (siehe Plan von 1903). Es war ein seltener Glücksfall für die Forschung, dass sich neben den bauhistorisch gut erschließbaren Blockwerkkammern in diesem Gebäudeteil auch die dazugehörigen Kachelöfen nachweisen ließen. Die seit dem 13. Jahrhundert in der Festungsarchitektur bekannten Blockwerkkammern dienten als Wohnstuben, die aber auch zur Repräsentation genutzt wurden.
Der von der Ortschaft aus sichtbare südliche Flügel des Palas diente nur als Wehranlage und verfügte über einen Erker und zwei leicht vorkragende Ecktürme. Der Zugang zum Erker war direkt aus dem Fels gemeißelt worden. Über der zum Innenhof führenden Durchgangshalle steht ein viergeschoßiger Turm. Er beherbergt die Burgkapelle im gotischen Stil, die mit einem heute zerstörten Kreuzrippengewölbe überdeckt war. Der Innenraum ist 7,5 Meter lang und 3,8 Meter breit und besteht aus dem zweijochigen Schiff und dem Chor. Die spitzbogigen Fenster und Türen sind mit geschwungenen gotischen Gewänden ausgestattet.

## Verwaltung
Die Verwaltung (Burghut) der Festung lag nach dem Tod von Abt Johann II. in den Händen von vom Stift St. Lambrecht bestellten Pflegern. Sie hatten keine Verfügungsrechte über größere Landgüter, außer über einen Meierhof und eine Getreidemühle. Einer übte im 15. Jahrhundert auch das Amt des Landrichters über das Aflenztal aus.
- ab 1480, Jörg Hinterspuhler (Landrichter),
- um 1485, Siegmund Welzer,
- um 1505, Franziß Färber,
- ab 1514, Sebald I. von Pögel (Pfleger auf Lebenszeit),
- ab 1568, Clemens Mayr.

## Hinweis
Ein Parkplatz unter der Ruine befindet sich gegenüber Thörl Nr. 5. Gehzeit auf den Burgberg ca. 10 Minuten. Eine Besichtigung der Burg ist nur von außen möglich.